# 3718 Дунбар
3718 Дунбар  (3718 Dunbar) — астероїд головного поясу, відкритий 7 листопада 1978 року.
Тіссеранів параметр щодо Юпітера — 3,394.